# Dimecoenia venteli
Dimecoenia venteli är en tvåvingeart som beskrevs av Oliveira 1954. Dimecoenia venteli ingår i släktet Dimecoenia och familjen vattenflugor. Inga underarter finns listade i Catalogue of Life.